# Gawlik (jezioro)
Gawlik – jezioro w Polsce w województwie warmińsko-mazurskim, w powiecie giżyckim, w gminie Wydminy.

## Położenie i charakterystyka
Jezioro leży na Pojezierzu Mazurskim, w mezoregionie Pojezierza Ełckiego, w dorzeczu Gawlik–Ełk–Biebrza–Narew–Wisła. Znajduje się około 20 km w kierunku wschodnim od Giżycka. Od strony wschodniej do jeziora wpływa pięciorzędowy ciek wodny o nazwie Gawlik, który łączy zbiornik wodny z jeziorem Sowa, a także dalej z jeziorem Łękuk. Gawlik ma odpływ na południu i kieruje wody do jeziora Jędzelewo. Do jeziora wpływa także od północy bezimienny ciek wodny określany jako Dopływ z lasu. Nad brzegiem znajdują się miejscowości Grądzkie (na północy), Gawliki Wielkie (na południowym zachodzie) oraz Szczybały Orłowskie i Kowalewskie (na wschodzie).
Powierzchnia zlewni całkowitej wynosi 57,2 km², a zlewni bezpośredniej 169 ha. Kształt jeziora jest zbliżony do koła.
Linia brzegowa jest rozwinięta. Na terenie zbiornika wodnego znajduje się 10 wysp o łącznej powierzchni 7 ha, wśród nich m.in. Wyspa Kormoranów, Wyspa Kacza, Wyspa Wierzbowa, Wyspa Łabędzia, Duża Mewa, Mała Mewa oraz Wyspa Duża, która jest największa i ma około 5 ha powierzchni. W północnej części znajduje się duży półwysep o nazwie Grądzki Ostrów. Brzegi są zróżnicowane, gdzieniegdzie wysokie, w innych miejscach niskie. Wokół akwenu znajdują się pola i łąki.
Zgodnie z typologią abiotyczną zbiornik wodny został sklasyfikowany jako jezioro o wysokiej zawartości wapnia, o dużym wypływie zlewni, stratyfikowane, leżące na obszarze Nizin Wschodniobałtycko-Białoruskich (6a). W systemie gospodarki wodnej jest jednolitą częścią wód powierzchniowych Gawlik o kodzie LW30099 i podlega Regionalnemu Zarządowi Gospodarki Wodnej w Warszawie, leżąc w regionie wodnym Środkowej Wisły.
Jezioro leży na terenie obwodu rybackiego jeziora Gawlik w zlewni rzeki Ełk – nr 14. Objęte jest strefą ciszy. Znajduje się na terenie Obszaru Chronionego Krajobrazu Pojezierza Ełckiego o łącznej powierzchni 49 297,2 ha.
Południowym brzegiem jeziora prowadzi droga wojewódzka nr 655.
Przed 1950 jezioro nosiło niemiecką nazwę Gablick See.

## Morfometria
Według danych Instytutu Rybactwa Śródlądowego powierzchnia zwierciadła wody jeziora wynosi 416,8 ha. Średnia głębokość zbiornika wodnego to 6,0 m, a maksymalna – 12,6 m. Lustro wody znajduje się na wysokości 131,1 m n.p.m. Objętość jeziora wynosi 24771,3 tys. m³. Maksymalna długość jeziora to 2800 m, a szerokość 2300 m. Długość linii brzegowej wynosi 13550 m.
Inne dane uzyskano natomiast poprzez planimetrię jeziora na mapach w skali 1:50 000 według Państwowego Układu Współrzędnych 1965, zgodnie z poziomem odniesienia Kronsztadt. Otrzymana w ten sposób powierzchnia zbiornika wodnego to 414,0 ha, a wysokość bezwzględna lustra wody – 131,0 m n.p.m.

## Przyroda
W skład pogłowia występujących ryb wchodzą m.in. szczupak, lin, leszcz, węgorz i sandacz. Roślinność przybrzeżna niezbyt rozwinięta, ale porastająca całą linię brzegową i brzegi wysp, głównie trzcina. Wśród roślinności zanurzonej przeważają rogatek i moczarka, które w niektórych miejscach tworzą gęste łąki podwodne.
Zgodnie z badaniem z 1991 roku przyznano akwenowi II klasę czystości. W 2008 roku stan ekologiczny jeziora został określony jako dobry, co oznacza II klasę jakości wód.